# 9623 Karlsson
A 9623 Karlsson (ideiglenes jelöléssel 1993 FU28) a Naprendszer kisbolygóövében található aszteroida. Az UESAC program keretében fedezték fel 1993. március 21-én.